# ياوي آساتو
ياوي آساتو (بالفرنسية: Yaou Aïssatou)‏ (من مواليد 28 نوفمبر 1951) هي المديرة العامة للشركة الوطنية للاستثمار في الكاميرون (SNI) .
وهي أول امرأة تشغل منصب وزيرة شؤون المرأة في الكاميرون . 

## السيرة الذاتية
هي ابنة لاميدو دي تشيبوا في المنطقة الشمالية بالكاميرون ،حيث كانت طالبة في المدرسة الثانوية. في عام 1971 ، التحقت بالثانوية التقنية بدوالا، حيث حصلت على شهادة البكالوريا. ثم درست بعدها  الاقتصاد في جامعة روان بفرنسا  وتحصلت على شهادة ليسانس سنة 1975. ثم عادت إلى الكاميرون حيث عملت في الشركة الوطنية للاستثمار لفترة قصيرة قبل الذهاب إلى الولايات المتحدة بهدف الدراسة في جامعة جورجتاون وجامعة كليرمونت للدراسات العليا ، حيث تحصلت على درجة الماجستير في إدارة الأعمال.
وبعد عودتها إلى الكاميرون عام 1979 ، عملت في الشركة الوطنية للاستثمار كنائب مدير المالية. و في فبراير / شباط 1984 ، تولت منصبها الوزاري الأول كوزيرة لشؤون المرأة. ثم خلفت دلفين زانغا تسوغو في آذار / مارس 1985 ، بصفتها رئيسة المكتب الوطني لمنظمة المرأة في الحركة الديمقراطية للشعب الكاميروني. في مايو 1988 ، أصبحت وزيرة الشؤون الاجتماعية وشؤون المرأة ، إلى غاية أبريل 2000. وفي حزيران وتموز 2003 ، أشرفت على الندوات التدريبية الخاصة برؤساء الأقسام في الجمعية الديمقراطية في الكاميرون . في عام 2009 ، أشرفت على ندوات  تكوين رؤساء الأقسام في الحركة الديمقراطية للشعب الكاميروني. وفي عام 2009 ، تم تعيينها بموجب مرسوم رئاسي على رأس الشركة الوطنية للاستثمار(SNI) ، لتحل محل إستر دانغ.